# (12866) Yanamadala
(12866) Yanamadala (1998 KL65) – planetoida z grupy pasa głównego asteroid okrążająca Słońce w ciągu 3,76 lat w średniej odległości 2,42 j.a. Odkryta 22 maja 1998 roku.